# Солоненко Денис Вікторович
Денис Вікторович Солоненко (нар. 25 жовтня 1992) — український боксер-аматор, чемпіон України (2015). Майстер спорту України міжнародного класу з боксу. Брав участь у Всесвітній серії боксу у складі команди Українські отамани.

## Життєпис
Випускник Вінницького державного педагогічного університету ім. Михайла Коцюбинського.
Виборов олімпійську ліцензію на кваліфікаційному турнірі, що відбувався у Венесуелі.

## Аматорська кар'єра

### Олімпійські ігри 2016
- 1/16 фіналу. Програв Теймуру Маммадову (Азербайджан) 0-3

## Досягнення
- Чемпіон України (1): 2015
- Срібний призер чемпіонату України (2): 2016, 2017
- Бронзовий призер Чемпіонату України (2): 2011, 2014